# 臺北市立兒童新樂園
臺北市立兒童新樂園（英語：Taipei Children's Amusement Park）簡稱兒童新樂園，在2014年12月16日開幕，位於臺灣臺北市士林區的臺北科學藝術園區內，全園區由臺北捷運公司營運，主管機關為臺北市政府教育局。

## 沿革
- 前身為日治時期「圓山遊園地」，位在當時圓山動物園北側，基隆河以南，與圓山動物園相臨且共售門票的遊樂園，也是戰後兒童樂園的前身。1937年臺北市內實業家中辻喜次郎捐款五萬圓欲開發此地，加上臺北市役所撥付經費合計六萬八千餘圓，規畫圓山公園及動物園的一部份，以及基隆河畔納入圓山遊園地範圍，於10月開始動工，1938年7月21日開始營運，面積達六千坪，後來倍增到一萬四千八百坪，為風景優美的近代式遊樂園，適合大人及小孩休憩遊玩。門票在動物園及圓山遊園地兩處均有販售，大人小孩同樣收費5錢，若與圓山動物園一同遊玩，可購買票價八折的共通入場券：大人12錢，小孩8錢，即可暢遊動物園及遊園地兩處。[1]根據研究，「圓山遊園地」為戰前島內唯一一座超大型遊樂園區，重要設施有飛行塔、旋轉木馬、豆自動車、大山辷臺、娛樂室等多項。其中「大山辷臺」是自山坡上滑下的超大型溜滑梯，長54.23公尺，極為壯觀。「豆自動車」為電氣兒童汽車，由兒童駕駛，繞行圓形場地，成人也可利用。「飛行塔」即旋轉飛機，原型為日本大型遊戲機械之父土井萬藏的發明「大飛行塔」，靈感來自握著風車的兒童，以相當宏偉之高塔懸掛鋼纜，使乘坐者宛如飛鳥翱翔於天空，飛機之造型象徵近代化之發展，1920年首次在日亮相，圓山遊園地的「飛行塔」則是「大飛行塔」的略小一號版，戰後該遊具繼續被兒童樂園沿用。騰空迴旋的「旋轉木馬」是「飛行塔」之變體，而非西式旋轉木馬，運作邏輯和「飛行塔」相同，但將乘坐之飛機改為木製之馬、老虎、狗等造型。[2]
- 1945年，台灣日治時期結束，「圓山遊園地」於1946年轉由中華民國台北市政府掌管，並與圓山動物園分開經營。
- 1958年，中山北路旁的兒童遊園地更名為「中山兒童樂園」。改名後的遊樂園不但改由私人承租經營，更增添台灣首見大型機械遊樂設施，並加入兒童用電動汽車器具，因設備新穎少見，成為台北市市民或兒童的熱門休閒場所，並與該樂園附近的再春游泳池、圓山動物園合稱圓山地區的著名觀光景點。
- 1967年，台北市改制為院轄市。
- 1968年中山兒童樂園轉為公營，並在數年後的1970年再與圓山動物園合併經營，稱為「圓山動物園附設兒童遊樂場」。不過即使更名，普遍人多稱「兒童樂園」。
- 1986年，台北市立動物園遷址於台北市木柵，遺留的7公頃空地全數規劃成兒童樂園新設園區。因此，兒童樂園園區從3公頃擴充至9.8公頃。
- 1991年，新園地規劃完畢後的兒童樂園正式更名「台北市立兒童育樂中心」，該名稱沿用一般俗稱兒童樂園，為台北市中心少見的遊樂園設施。台北市立兒童育樂中心佔地約9.3公頃，全區被列為國定遺址圓山遺址並且分成三大區域。今該育樂中心，分為三大部分：「昨日世界」、「明日世界」及「遊樂世界」。除本有的兒童樂園園地設施擴成的遊樂世界外，1991年開幕啟用的昨日世界提供中國古代先人生活經驗，而1992年開放的明日世界則以介紹科學新知為目的，並包含播映立體電影的太空劇場。
- 2006年12月，台北市市長郝龍斌宣示，台北市政府將鄰近的圓山公園與台北市立美術館旁空地作為兒童樂園的擴建地點，重塑台北兒童的新樂園。
- 2008年11月，台北市政府表示，由於牽涉到古蹟保存和位於河川行水區的問題，兒童樂園計畫在2011年遷移至士林區基隆河新生地，與台北市立天文科學教育館、國立台灣科學教育館、美崙公園等設施相鄰。台北市政府也再次宣佈，已經選定美崙公園、台北市立天文科學教育館、國立台灣科學教育館旁邊約5公頃基地，斥資新台幣20億元興建「兒童新樂園」。在臺北市立兒童育樂中心遷往士林之後，圓山舊址因位於圓山遺址及行水區，會移交臺北市政府文化局作為圓山文化園區。
- 2009年4月19日，台北市政府為配合台北花博展館工程，公告本日為兒童樂園熄燈日；兒育中心暫時遷移至臺北市立動物園園外服務中心，恢復營運並取名為「臺北市立兒童育樂中心文山園區」。
- 2010年10月，部分圓山園區提供給花博展館使用；兒育中心內設有「名人館」、「文化館」、「真相館」，花博展館於2010年9月試營運。
- 2011年5月1日，「臺北市立兒童育樂中心文山園區」結束營運。
- 2011年7月1日，圓山園區重新開放。
- 2014年3月2日，昨日世界園區及圓山公園入口停止開放使用。
- 2014年11月3日，臺北市青少年發展處揭牌成立，同時「臺北市立兒童育樂中心」編制整併至該處。
- 2014年12月14日，兒童樂園圓山園區最後一天營運，並在下午五點營運結束，畫下句點。
- 2014年12月16日，委託台北捷運公司營運之兒童新樂園開幕啟用。
- 2017年5月17日，台北市政府文化局在圓山遺址、兒童樂園圓山園區等處規劃「臺北城市博物館聚落」，但台北市市長柯文哲上任後解除台北市政府與承包商的合約。台北市政府文化局表示，城博聚落基地因既有建物財產報廢進度未如預期，展示內容待審查確認，以及位於國定遺址、申請建照費時等因素喊卡。[3][4]

## 組織架構
- 兒童新樂園中心

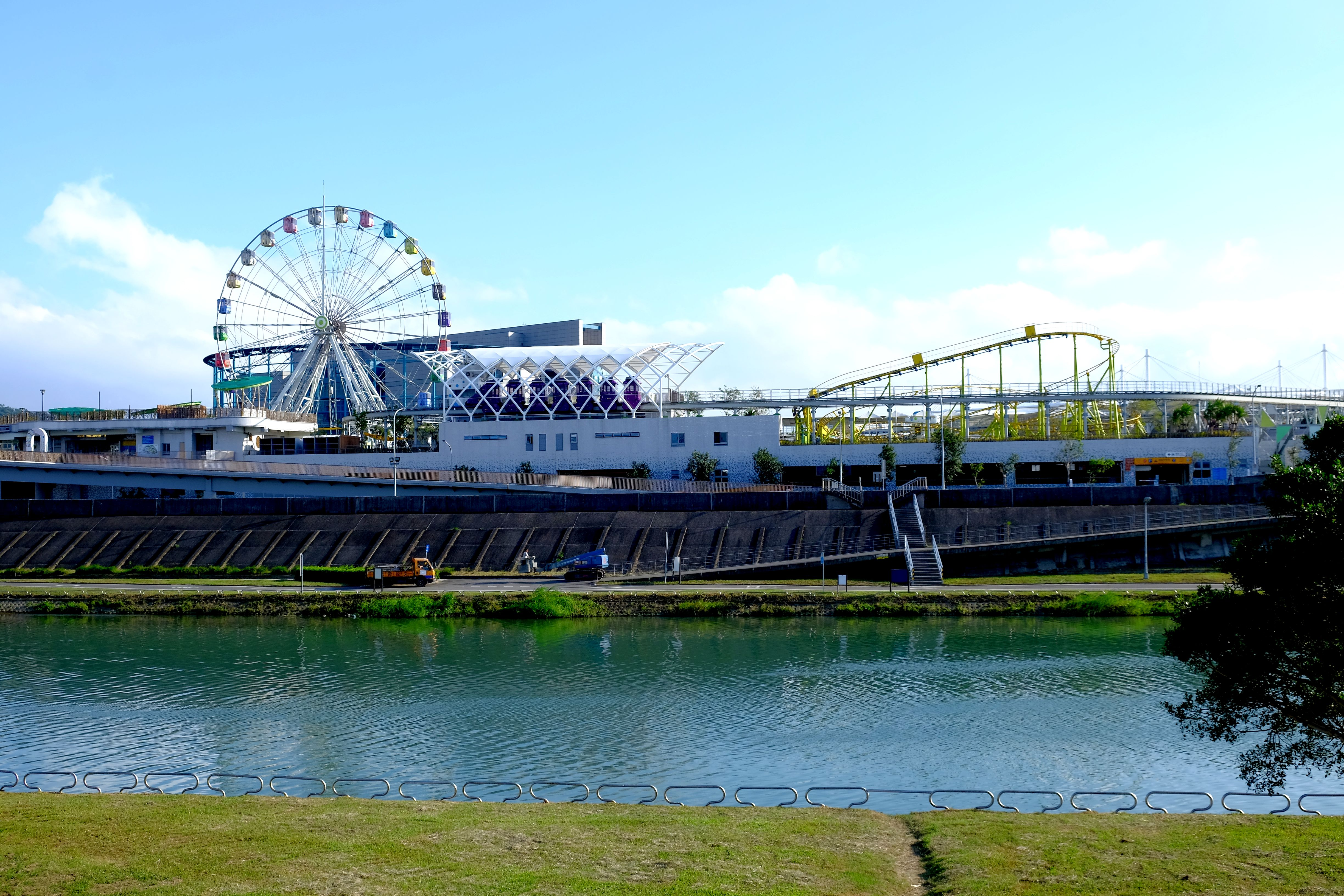
樂園設施

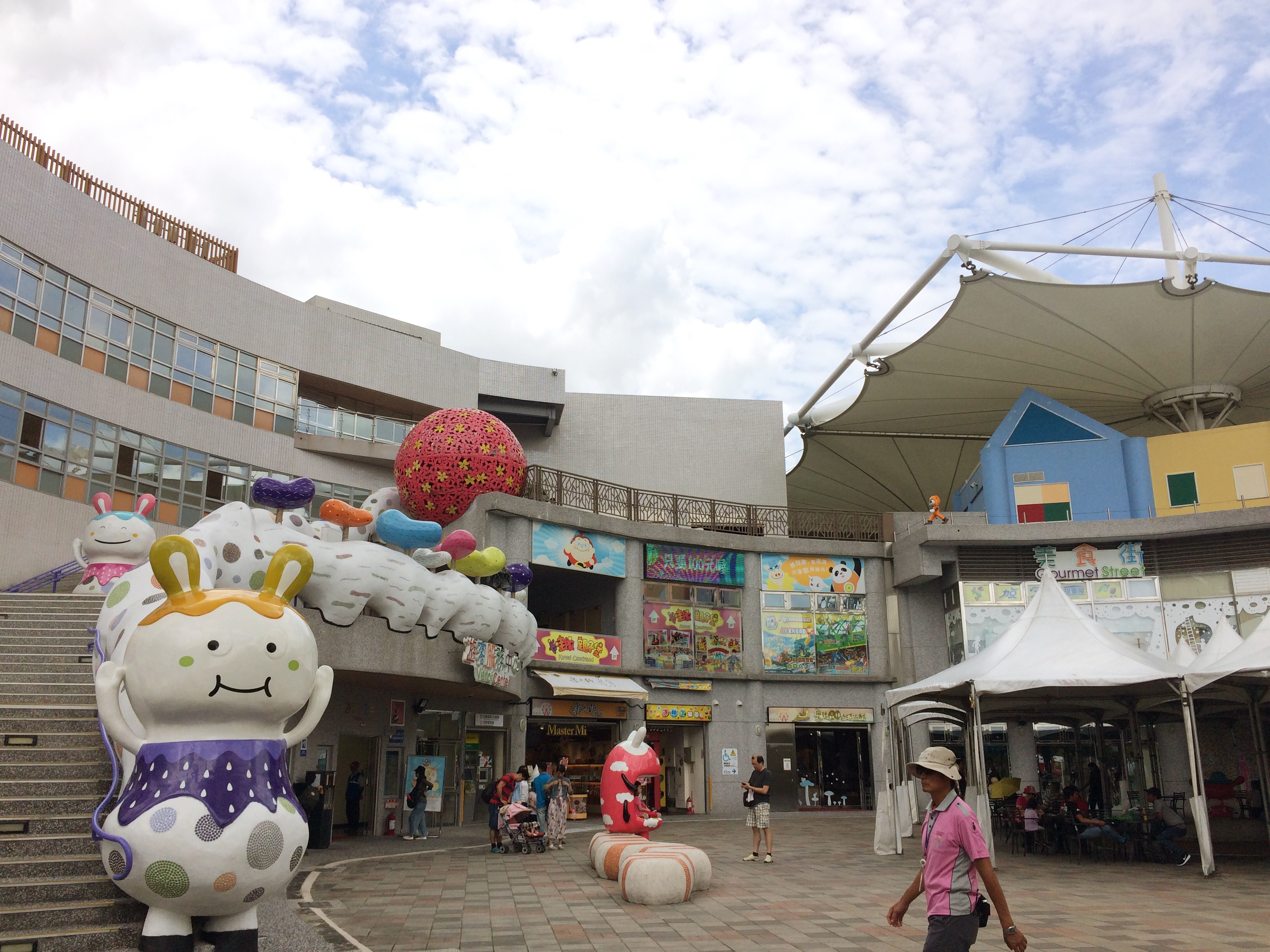
遊客服務中心與美食街。

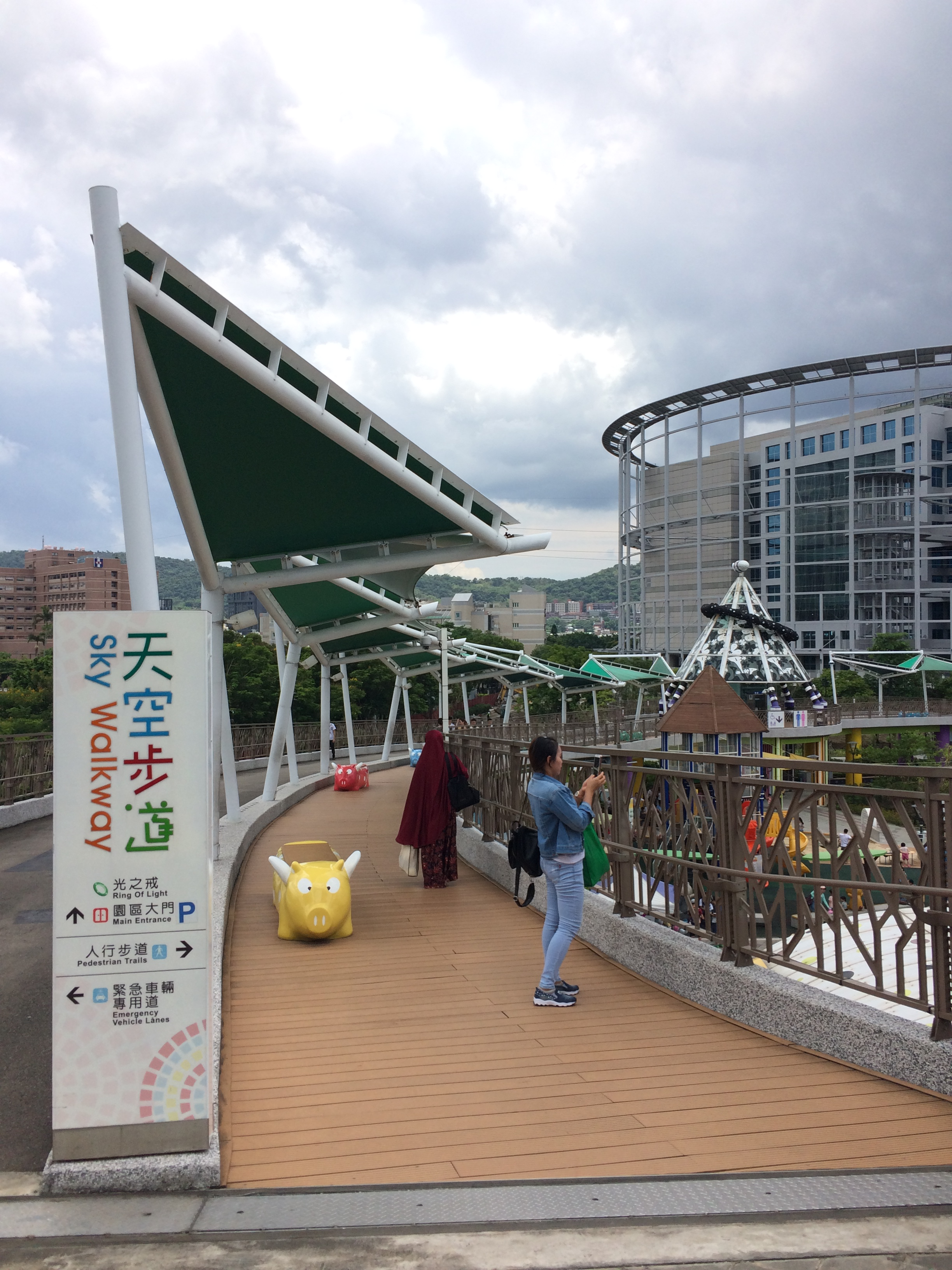
天空步道。

  - 營運組：負責園區遊客服務、展演活動規劃及遊樂設施操作。
    - 服務股
    - 育樂股

  - 維修組：負責遊樂設施維護及園區各項設備維護、保養及檢修作業。
    - 土建股
    - 遊樂設備股
    - 機電股

  - 管理組：負責園區票證作業及人員訓練等事務。

## 公仔
- 魔法糖糖
- 玩具奇奇
- 奇幻咕咕
- 幸福寶寶
- 神奇托托
- 豆豆兔
- 大嘴巴
- 派克熊
- 胖胖龍
- 飛天豬
- 噴水大象

## 遊樂設施
1. 海洋總動員
2. 摩天輪
3. 銀河號
4. 飛天神奇號
5. 宇宙迴旋
6. 星空小飛碟
7. 轉轉咖啡杯
8. 巡弋飛椅
9. 尋寶船
10. 魔法星際飛車
11. 小飛龍
12. 幸福碰碰車
13. 叢林吼吼樹屋
14. 密室逃脫

## 外部連結
- 臺北市立兒童新樂園 （页面存档备份，存于）（中文）（英文）
- 臺北市立兒童新樂園-臺北旅遊網 （页面存档备份，存于）
- 臺北市立兒童新樂園-交通部觀光署 （页面存档备份，存于）

25°05′50″N 121°30′54″E / 25.0972354°N 121.5149423°E